# Vint Cerf
Vinton Gray Cerf (* 23. června 1943 New Haven) je americký informatik, který je označován za „otce internetu“. Společně s Bobem Kahnem totiž vytvořil komunikační protokol TCP/IP, na kterém je dnes celosvětová síť vystavěna.
Roku 2004 dostal Turingovu cenu. Od roku 2005 pracuje ve společnosti Google jako viceprezident a technologický evangelista.
V současné době se zabývá budováním tzv. meziplanetárního internetu.
„Na čem opravdu dělám přímo já, to je meziplanetární internet. O to se opravdu zajímám a jsem za to také zodpovědný. Zní to jako sci-fi, ale jde o reálný výzkum. Jak víte, v posledních čtyřiceti letech vysíláme vesmírné lodi po sluneční soustavě, a to jak NASA, tak i Evropa. A vidíme, že je potřeba, aby mezi sebou například sondy, družice a pozemní stanice lépe komunikovaly. A je jasné, že budeme potřebovat velkou přenosovou kapacitu. Snažíme se řešit problémy raději obecnou cestou, než případ od případu, jak tomu bylo doposud. A tady se právě může uplatnit meziplanetární internet – jako univerzální platforma pro komunikaci“, nechal se slyšet při své návštěvě v Praze.

## Vyznamenání
- Prezidentská medaile svobody – 9. listopadu 2005 – udělil prezident George W. Bush za jeho přínos při tvorbě internetu[1]
- Řád svatých Cyrila a Metoděje – Bulharsko, 2006[2]
- Řád kříže země Panny Marie I. třídy – Estonsko, 5. února 2014 – udělil prezident Toomas Hendrik Ilves za jeho roli při vývoji TCP/IP[3]
- důstojník Řádu čestné legie – Francie, 2014[4]
- Cena kněžny asturské – 2002